# یف لاهایه
یف لاهایه (هلندی: Jef Lahaye; ۲ دسامبر ۱۹۳۲ – ۱۲ آوریل ۱۹۹۰) دوچرخه‌سوار اهل هلند بود.